# Randa, Valais
Randa (walsertyska: Randaa) är en ort och kommun i distriktet Visp i kantonen Valais, Schweiz. Kommunen har 461 invånare (2023).
Vandringsleden Europaweg passerar genom kommunen med världens längsta hängbro för fotgängare, Charles Kuonen Hängebrücke, och fjällstugan Europahütte.

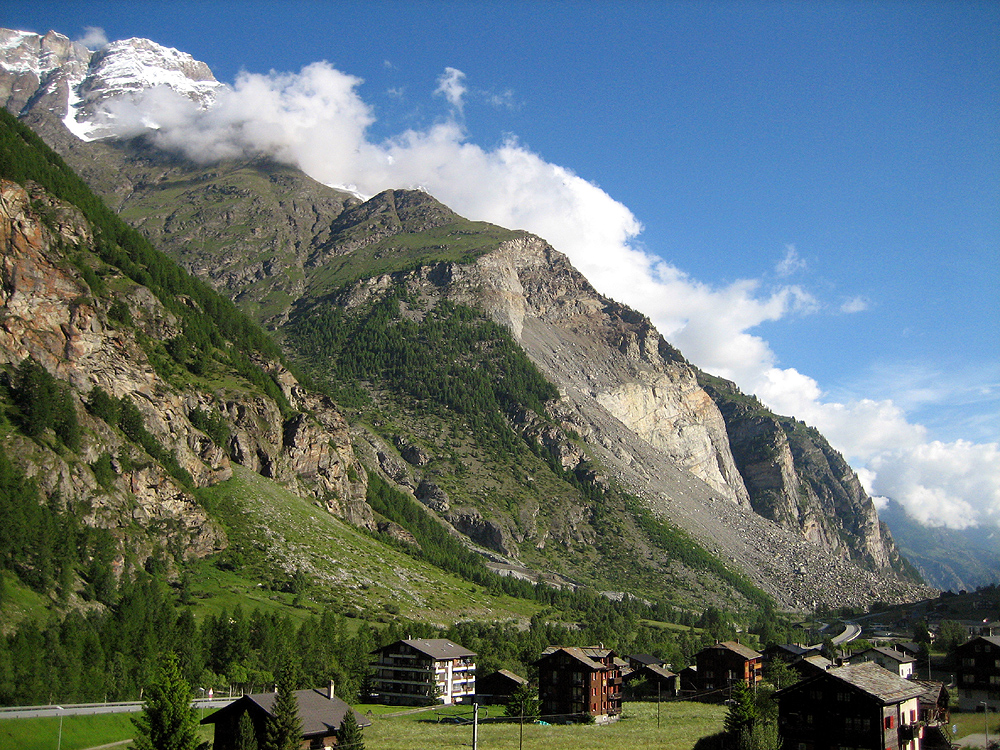
Rasområdet med Randa i förgrunden.

Flera stora ras har gått i området. Det senaste inträffade i april och maj 1991 då 33 miljoner ton grus och sten spärrade vägen upp genom dalen Mattertal och dämde upp älven Mattervispa. I juli översvämmades Randa och delar av omgivningarna när floden bröt genom rasmassorna. Inga människor skadades men hästar, getter och får och många stugor sveptes med i raset. Sedan 2008 övervakas området med seismiska sensorer.